# 毕宿增一
金牛座30，又名BD+10 486，HD 23793、SAO 93611、HR 1174，是金牛座的一颗恒星，视星等为5.07，位于銀經177.17，銀緯-32.53，其B1900.0坐标为赤經3h 42m 47.1s，赤緯+10° -32.53′ 9″。